# Lendendoek

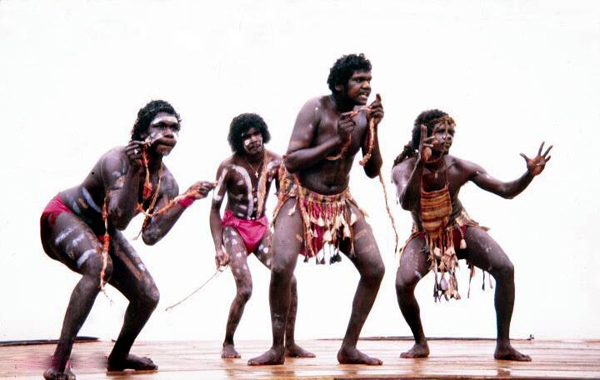
Aboriginals gekleed in lendendoeken tijdens het Nambassafestival

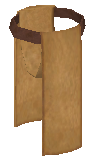
Een vorm van een lendendoek

Een lendendoek of lendenlap is een kledingstuk doorgaans gedragen door mannen, dat bedoeld is ter bedekking van het geslachtsdeel en (een gedeelte van) de billen. Een lendendoek bestaat doorgaans uit één geheel, maar kan op z’n plaats worden gehouden met behulp van een riem of koord.

## Achtergrond
Lendendoeken worden doorgaans vooral geassocieerd met bevolkingsgroepen in tropische landen, zoals de aboriginals in Australië en  stammen in Afrika en Zuid-Amerika. In deze context is een lendendoek vaak het enige kledingstuk dat door deze mensen gedragen wordt. Veel mannen in Afrikaanse stammen dragen nog steeds lendendoeken als enige kledingstuk. Een lendendoek kan echter ook worden gedragen als ondergoed onder andere kleding, of als zwempak.
Lendendoeken komen in westerse culturen en veel Aziatische culturen niet meer voor, behalve voor bepaalde gelegenheden. Zo dragen sumoworstelaars tijdens een wedstrijd als enige kledingstuk een lendendoek.

## Vormen

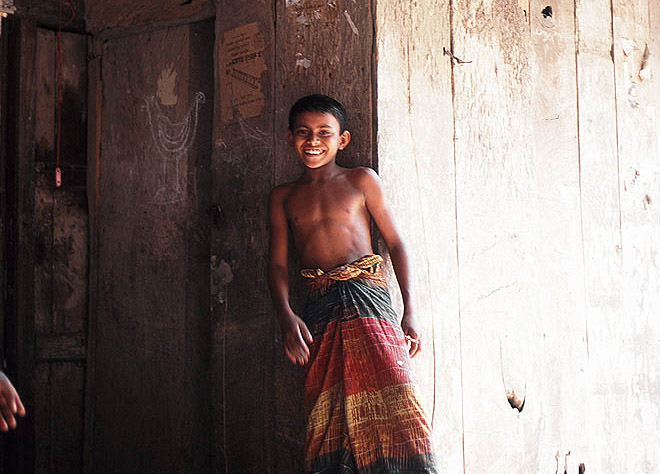
Een jongen gekleed in een lungi

De lendendoek is al zeer lang een bekend kledingstuk. In vrijwel alle samenlevingen uit de geschiedenis van de mensheid waarin naaktheid, of in elk geval het openlijk tonen van de  geslachtsdelen, een taboe was, hebben de mannen een kledingstuk gedragen dat ten minste hun geslachtsdeel bedekt. De lendendoek is hier het simpelste voorbeeld van.
Lendendoeken komen in veel soorten en maten voor. In zijn eenvoudigste vorm is het een lap leer of  stof, die tussen de benen door wordt gestoken en vervolgens om het middel wordt vastgeknoopt. Dit model heeft zo veel weg van een onderbroek. Een andere bekende variant is een lap die tussen de benen door wordt gestoken, en vervolgens om een  koord of  riem wordt gevouwen zodat aan zowel voor- als achterkant een lap stof naar beneden hangt. De lendendoek kan echter worden voorzien van extra versieringen of hulpmiddelen, zoals een riem. Tevens kan hij groter worden gemaakt om ook andere delen van het lichaam, zoals een stuk van de benen of de buik, te bedekken.
Niet alle lendendoeken zijn uitsluitend bedoeld voor mannen. De Indiase lungi is een voorbeeld van een lendendoek die ook door vrouwen kan worden gedragen.